# Vargkojvattnet
Vargkojvattnet är en sjö i Krokoms kommun i Jämtland och ingår i Ångermanälvens huvudavrinningsområde. Sjön har en area på 0,249 kvadratkilometer och ligger 473,5 meter över havet.

## Delavrinningsområde
Vargkojvattnet ingår i det delavrinningsområde (712205-145021) som SMHI kallar för Utloppet av Vargkojvattnet. Medelhöjden är 524 meter över havet och ytan är 6,2 kvadratkilometer. Räknas de 10 avrinningsområdena uppströms in blir den ackumulerade arean 24,77 kvadratkilometer. Vattendraget som avvattnar avrinningsområdet har biflödesordning 5, vilket innebär att vattnet flödar genom totalt 5 vattendrag innan det når havet efter 276 kilometer. Avrinningsområdet består mestadels av skog (94 procent). Avrinningsområdet har 0,37 kvadratkilometer vattenytor vilket ger det en sjöprocent på 6 procent.